# Sean Goldberg
Sean Goldberg (Tel Aviv, 13 de junio de 1995) es un futbolista israelí que juega en la demarcación de defensa para el Maccabi Haifa FC de la Liga Premier de Israel.

## Selección nacional
Tras jugar en las categorías inferiores de la selección, finalmente el 26 de marzo de 2022 debutó con la selección de fútbol de Israel en un encuentro amistoso contra Alemania que finalizó con un resultado de 2-0 a favor del combinado alemán tras los goles de Kai Havertz y Timo Werner.

## Clubes
| Club                             | País   | Año       | Partidos | Goles |
| -------------------------------- | ------ | --------- | -------- | ----- |
| Maccabi Tel Aviv FC              | Israel | 2014-2015 | 6        | 0     |
| Hapoel Tel Aviv FC (cedido)      | Israel | 2015      | 9        | 0     |
| Maccabi Tel Aviv FC              | Israel | 2015      | 2        | 0     |
| Bnei Yehuda Tel Aviv FC (cedido) | Israel | 2015-2017 | 69       | 0     |
| Maccabi Tel Aviv FC              | Israel | 2017      | 4        | 0     |
| Beitar Jerusalem FC (cedido)     | Israel | 2017-2018 | 31       | 0     |
| Maccabi Tel Aviv FC              | Israel | 2018      | 1        | 0     |
| Hapoel Haifa FC                  | Israel | 2018-2019 | 27       | 0     |
| Hapoel Be'er Sheva FC            | Israel | 2019-2021 | 63       | 0     |
| Maccabi Haifa FC                 | Israel | 2021-     | 130      | 4     |